# Emil Knaps
Emil Knaps (* 27. April 1861 in Dinkelsbühl; † nach 1923) war ein deutscher Verwaltungsjurist und Bezirksoberamtmann.

## Leben
Emil Knaps studierte Rechtswissenschaften und legte 1887 das Große juristische Staatsexamen ab. 1889 kam er als Assessor zum Bezirksamt Bad Brückenau und wurde am 16. Juli 1900 zum Bezirksamtmann in Dinkelsbühl ernannt. Zum Jahresbeginn 1910 wurde er zum Regierungsrat befördert und zum 1. April 1920 als Regierungsoberamtmann übergeleitet. Knaps blieb bis zu seiner Versetzung in den Ruhestand zum 1. März 1924 in dem Amt. 